# Schron w Skale Kmietowicza II
Schron w Skale Kmietowicza II – jaskinia, a właściwie schronisko, w Dolinie Chochołowskiej w Tatrach Zachodnich. Wejście do niej położone u podnóża Skały Kmietowicza, przy drodze prowadzącej przez Dolinę Chochołowską, na południe od Schronu w Skale Kmietowicza I, na wysokości 994 metrów n.p.m. Długość jaskini wynosi 7,20 (5,5) metrów, a jej deniwelacja 1,30 metrów.

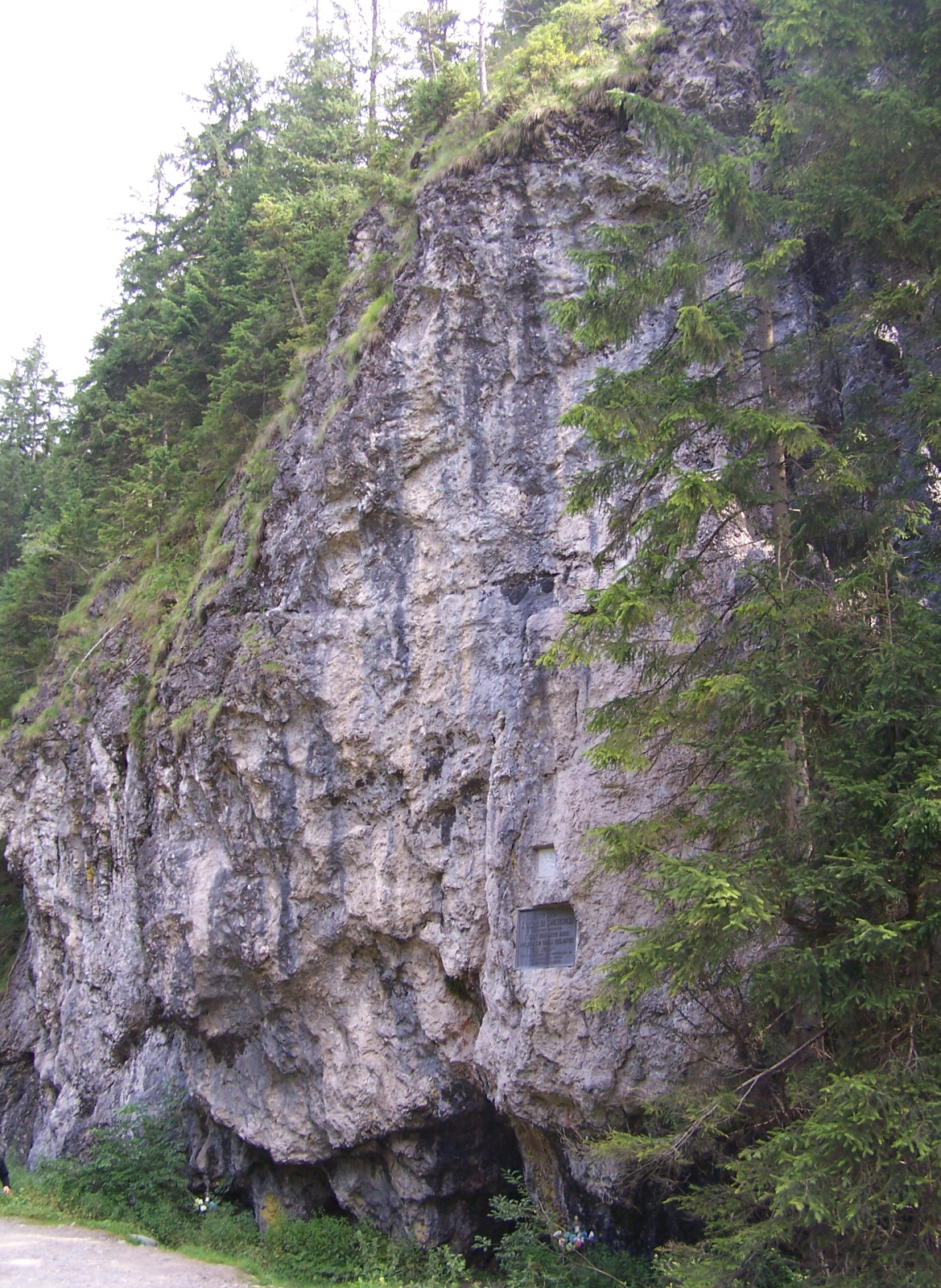
Skała Kmietowicza

## Opis jaskini
Jaskinię stanowi szczelinowy korytarz zaczynający się w wysokim, prostokątnym otworze wejściowym (2,5 m wysokości i 1,1 m szerokości). Pod koniec korytarz zwęża się i obniża do wysokości 1 metra.

## Przyroda
W jaskini można spotkać nacieki grzybkowe. Ściany są wilgotne, rosną na nich porosty.

## Historia odkryć
Jaskinia była znana od dawna. Jej pierwszy plan i opis sporządził M. Burkacki przy pomocy E. Głowackiej, I. Gmaj-Różyczki i M. Różyczki w 1977 roku.